# ハッサン・アル＝ガッサーニー
ハッサン・イブン＝アル＝ヌマーン・アル＝ガッサーニー（Hassān ibn-al-Nu'mān al-Ghassānī、生年不詳-705年）は、アラブの大征服の司令官の一人。カリフ・アブド・アル＝マリクは、そのおよそ15年前にウクバフ・イブン＝ナーフィによって征服されながら、絶え間ないベルベル人の蜂起と東ローマ帝国の圧力のために捨てられた領土を取り返して、平和にするために北アフリカへの遠征を彼に担当させた。アル＝ガッサーニーはカルタゴを征服するのに成功したが、東ローマ軍が強い船隊を送り、戦闘的な女性預言者アル＝カーヒナフに導かれたベルベル部族が圧倒的な大群で攻撃してきたとき、再び引き下がらなければならなかった。翌年、彼は陸のそばで補強を受け、船隊は共同作戦のため彼の指揮におかれた。アル＝ガッサーニーはカルタゴを再征服し、東ローマ軍船の大部分を沈めて、ベルベル人を追い散らした。これらの戦いの間に、カーヒナフは殺された。今日まで、井戸の近くにある彼女の墓付近はカーヒナフの二人種と呼ばれている。
マグリブとイフリキヤフの新しい州の知事としてアル＝ガッサーニーが確立した組織のおかげで、これらの領土は確実にアラブ帝国に組み入れられ、数年の後にスペインの征服の基礎となった。この働きで蓄積されたアル＝ガッサーニーの厖大な富は彼の上司であるエジプトの知事の嫉妬を刺激し、空虚な口実で彼は追放され、財産は押収された。彼の後継者にはスペインの征服者、ムーサー・イブン＝ヌサユルがついた。